# Đỗ Mười
Đỗ Mười, właśc. Nguyễn Duy Cống (ur. 2 lutego 1917 w Hanoi, zm. 1 października 2018 tamże) – wietnamski polityk, w latach 1968–1988 wicepremier, w latach 1988–1991 premier Wietnamu, a w latach 1991–1997 sekretarz generalny Komunistycznej Partii Wietnamu.
W 1939 wstąpił do Komunistycznej Partii Indochin. Od 1955 był członkiem Komitetu Centralnego, a od 1982 członkiem Biura Politycznego.
Do momentu śmierci był najstarszym żyjącym byłym przywódcą państwowym.